# Zespół magazynów koszarowych w Kłodzku
Zespół magazynów koszarowych w Kłodzku – wybudowany w latach 1748–1751 kompleks pruskich budynków magazynowo-koszarowych. Zabytkowe domy są położone przy ul. Łukasińskiego i przy ul. Kolejowej.

## Historia
Budynki wzniesiono wzdłuż ul. Łukasińskiego (numery od 26 do 32) u podnóża kłodzkiej twierdzy. Powstał jako jej zaplecze magazynowo-koszarowe, w latach 1748–1751. Wcześniej, już za panowania Fryderyka Wilhelma I powstał znajdujący się w pobliżu, przy ul. Kolejowej 1 budynek magazynowo-mieszkalny.

Decyzją wojewódzkiego konserwatora zabytków z dnia 30 listopada 1984 roku budynki zostały wpisane do rejestru zabytków.

## Architektura
Dawniej, w zespole mieściły się: koszary, magazyny i szpital wojskowy. Długie, trzykondygnacyjne budynki, w większości nakryte są jeszcze oryginalnymi dachami dwuspadowymi i mają układ dwutraktowy. Zachowały cechy architektury późnobarokowo-klasycystycznej (portale, opaski okienne, detale kamienne).

Budynek nr 26 o nieco bogatszych podziałach architektonicznych elewacji zawierał mieszkania dla oficerów i ich rodzin. Dom ma szesnastoosiową elewację dzieloną boniowanymi lizenami, z oknami połączonymi ozdobnymi płycinami. W połaci dachowej są lukarny, w postaci powiek usytuowanych mijankowo, w dwóch rzędach.

Budynek nr 28 (dawny magazyn żywności) posiada portal, nad którym umieszczone są inicjały króla Fryderyka II Wielkiego i rogi obfitości. Elewacja tego budynku jest osiemnastoosiowa.

Budynek nr 30 pochodzi z roku 1748. Do narożnika domu przylega resztka barokowej bramy, na której filarze zachowała się rzeźba ukazująca putto trzymające kłosy i sierp. Na leżącym obok niego pakunku widnieją również inicjały królewskie. Przedstawienie to wskazywało na funkcję budowli jako magazynu żywnościowego.

Dom przy ul. Kolejowej 1 o symetrycznie rozmieszczonych na ścianie południowo-wschodniej trzech płaskich ryzalitach, zaznaczonych słabym boniowaniem krawędzi, posiada skromne portale o poziomych nadprożach. Na środkowym ryzalicie widnieje u góry, na wysokości okien drugiego piętra, medalion z królewskimi inicjałami „FR” (Fredericus Rex). Budynek ten jest najlepiej skomponowany i dowodzi, że nawet koszarowa architektura może być dobra, jeśli wyszła z ręki uzdolnionego architekta.

## Galeria

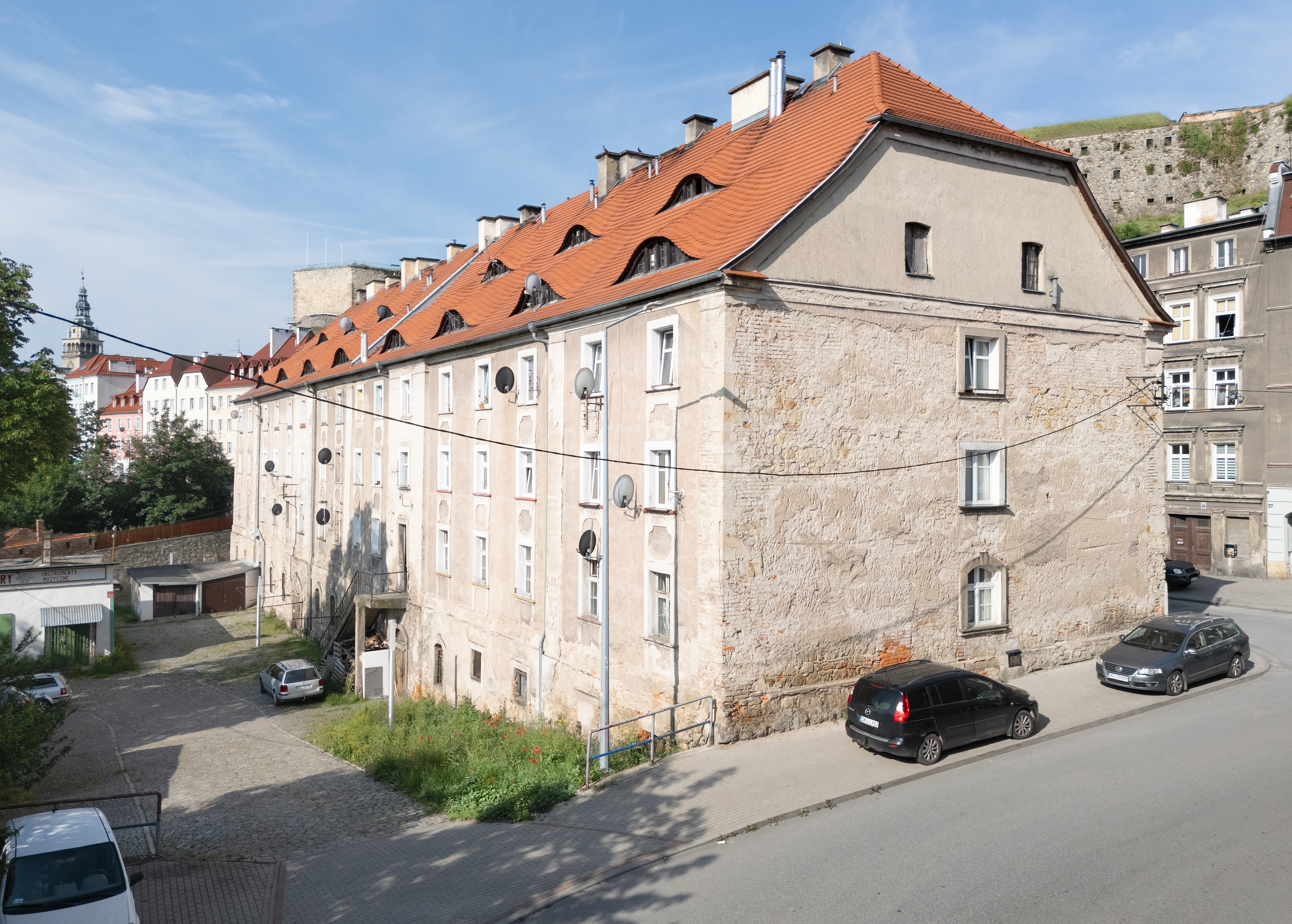
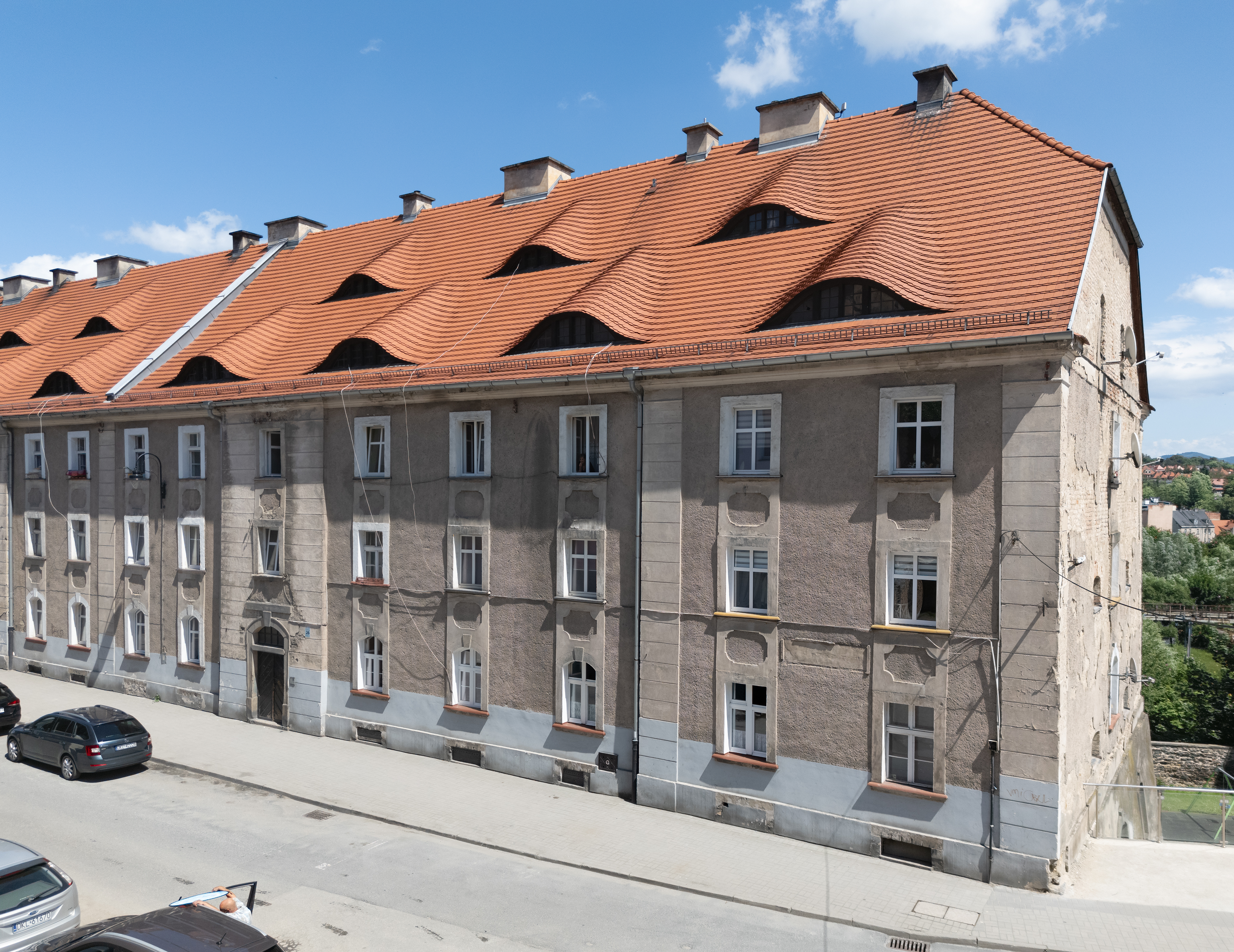
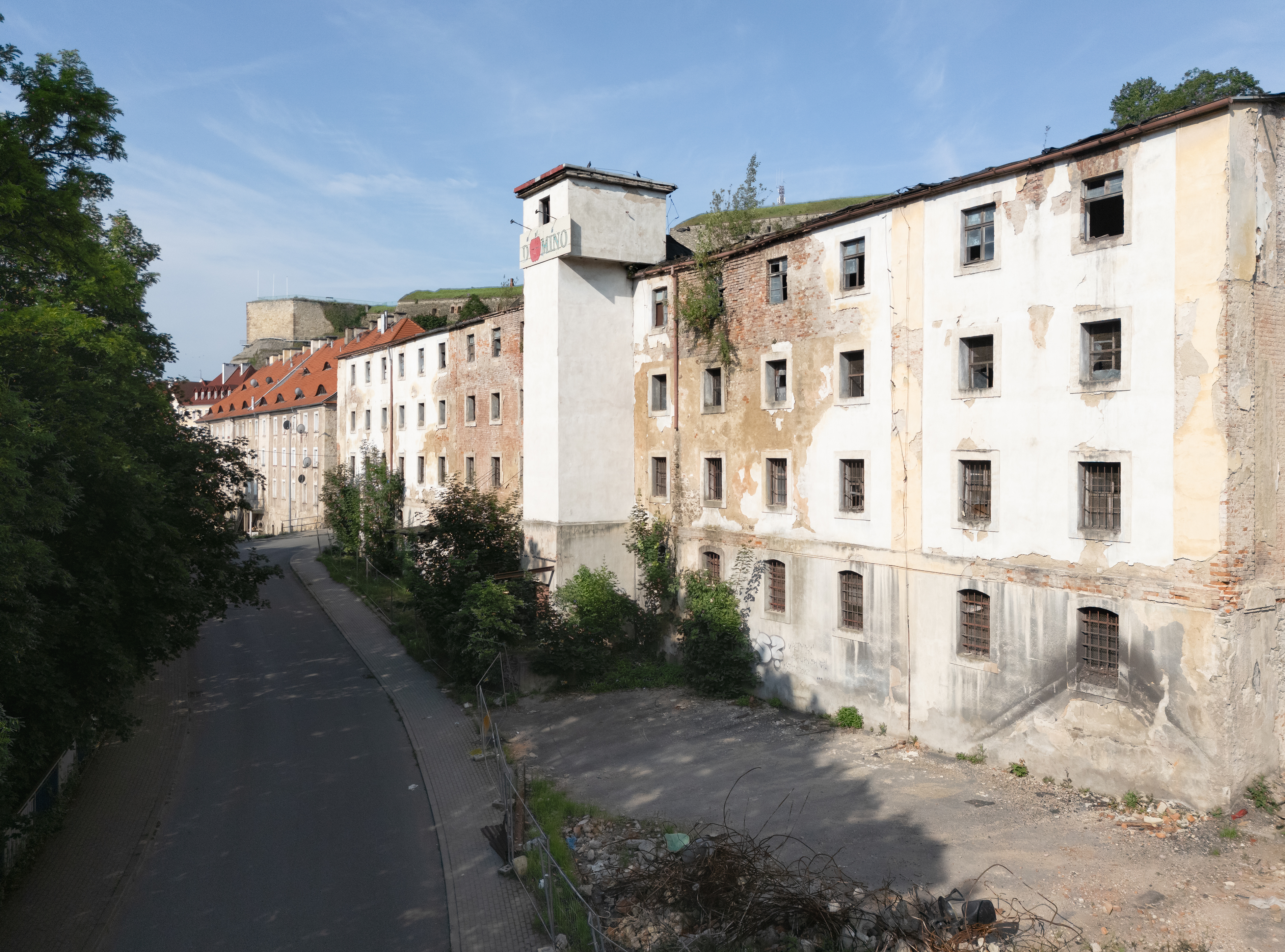
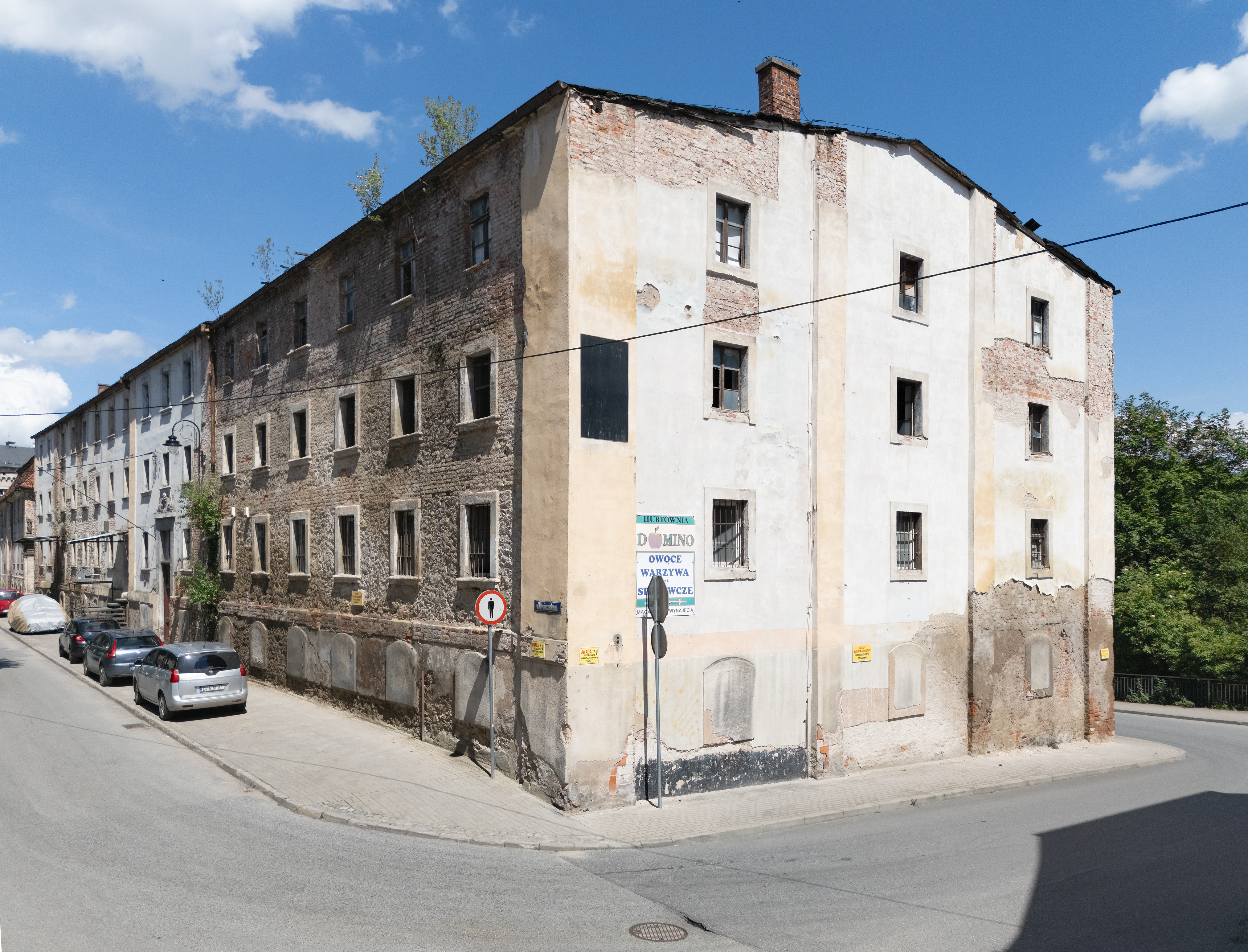
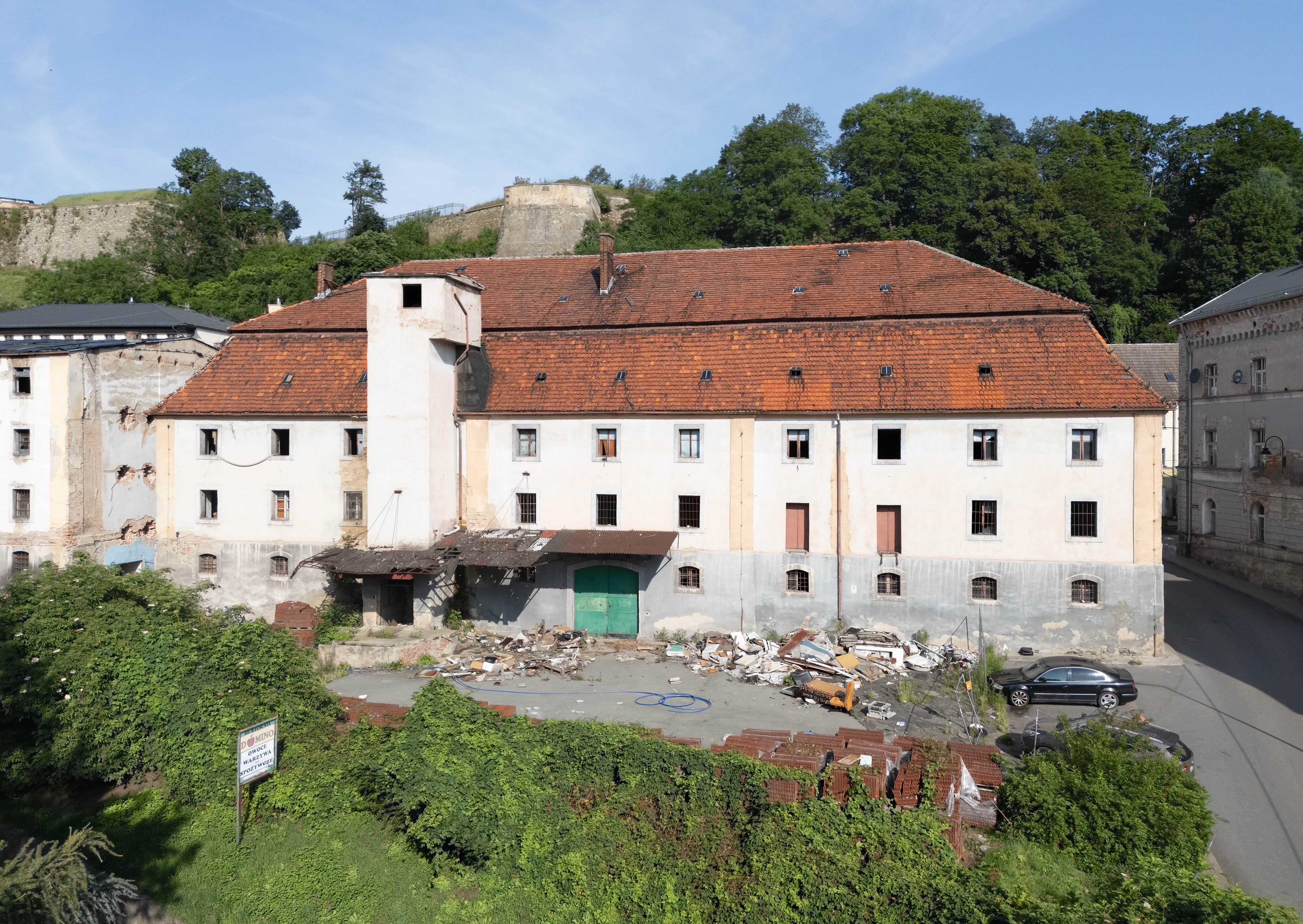
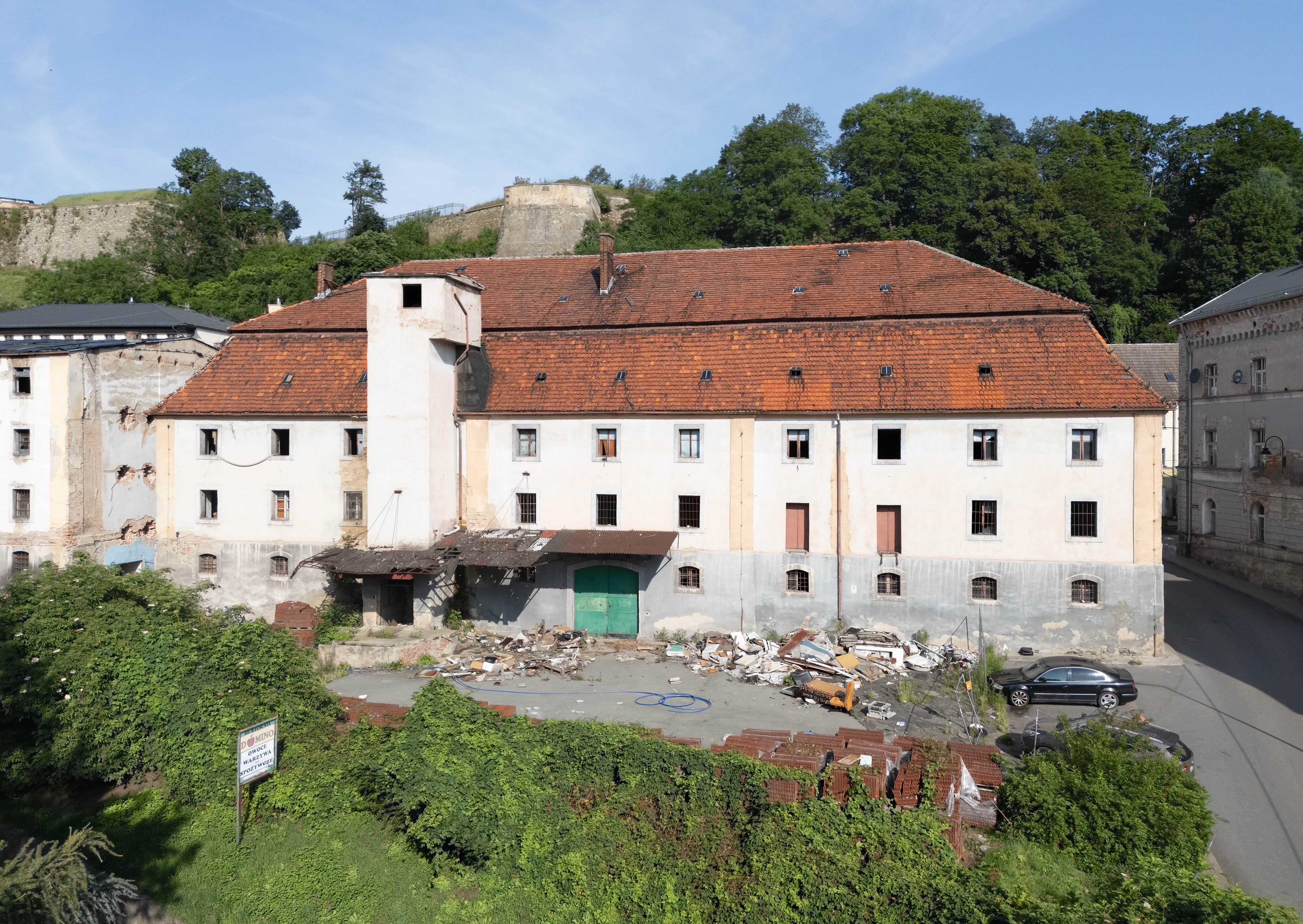
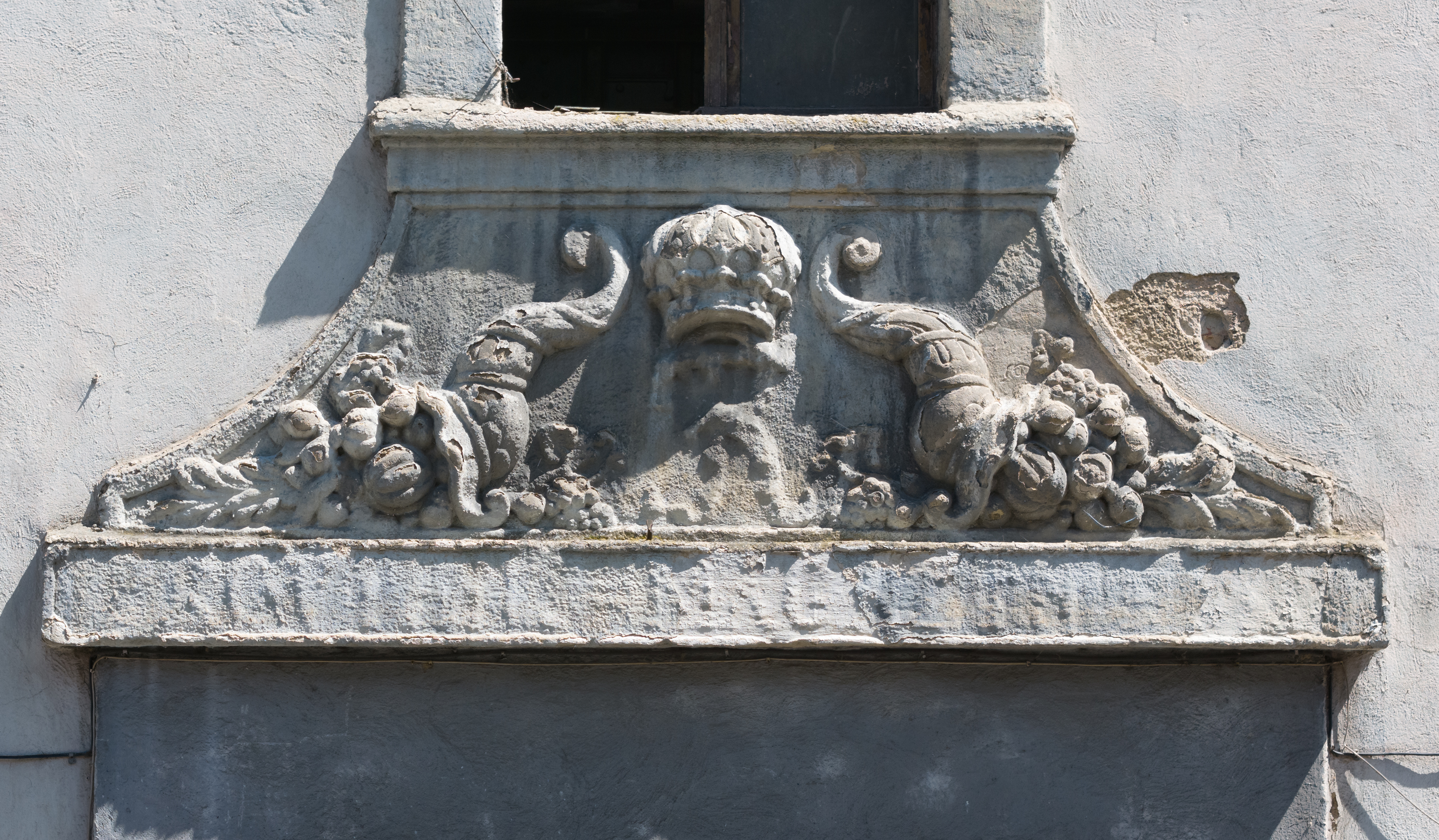
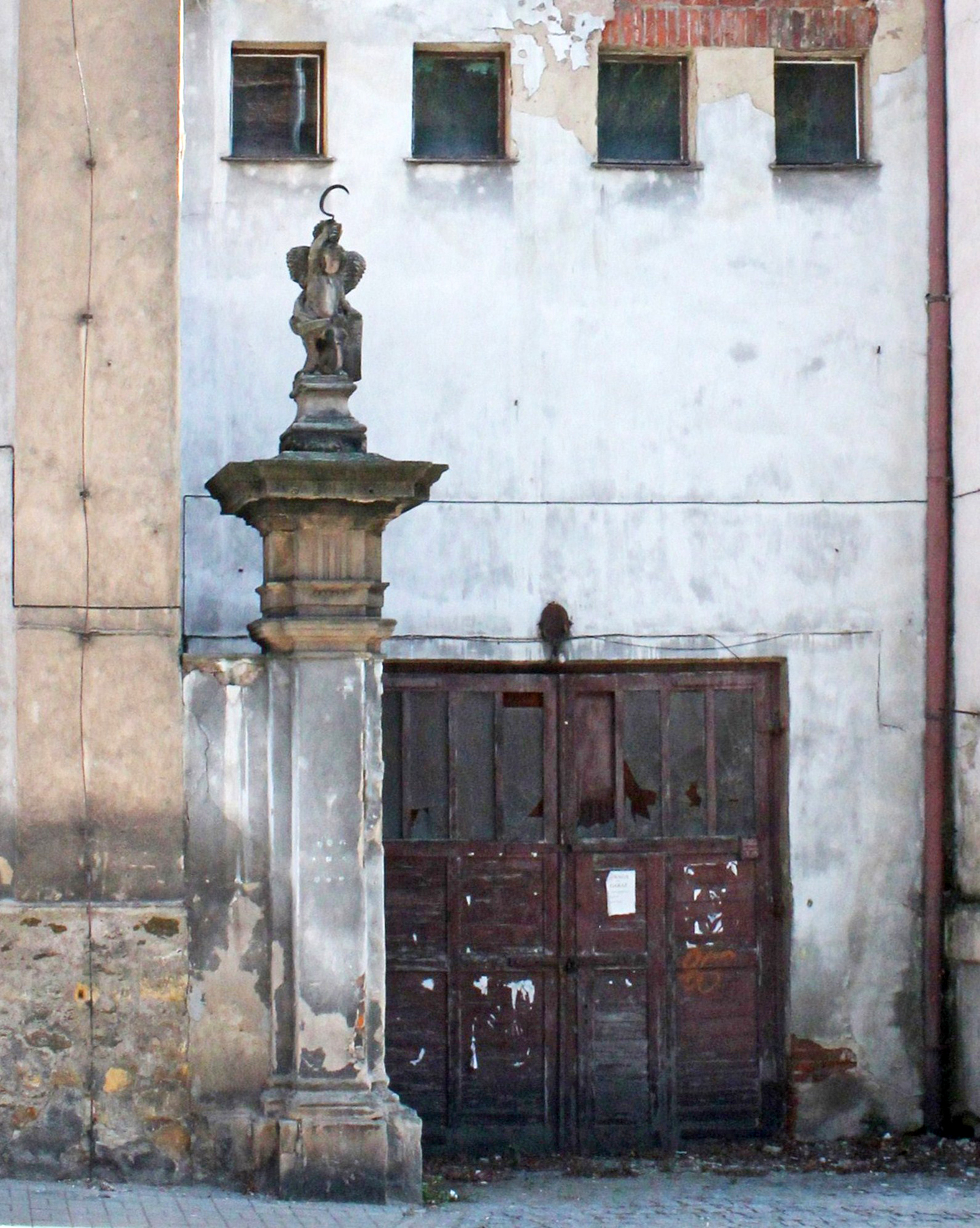
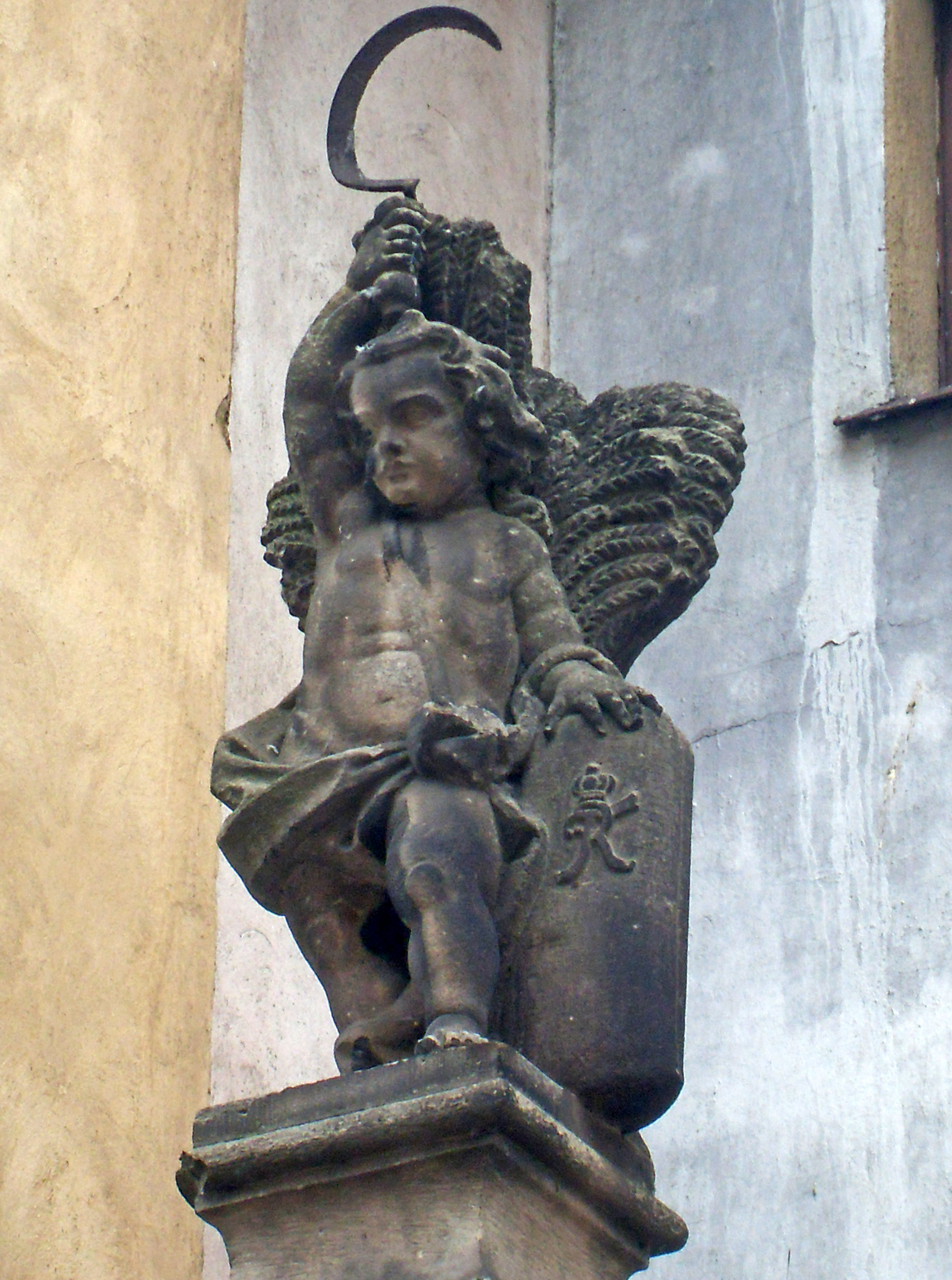
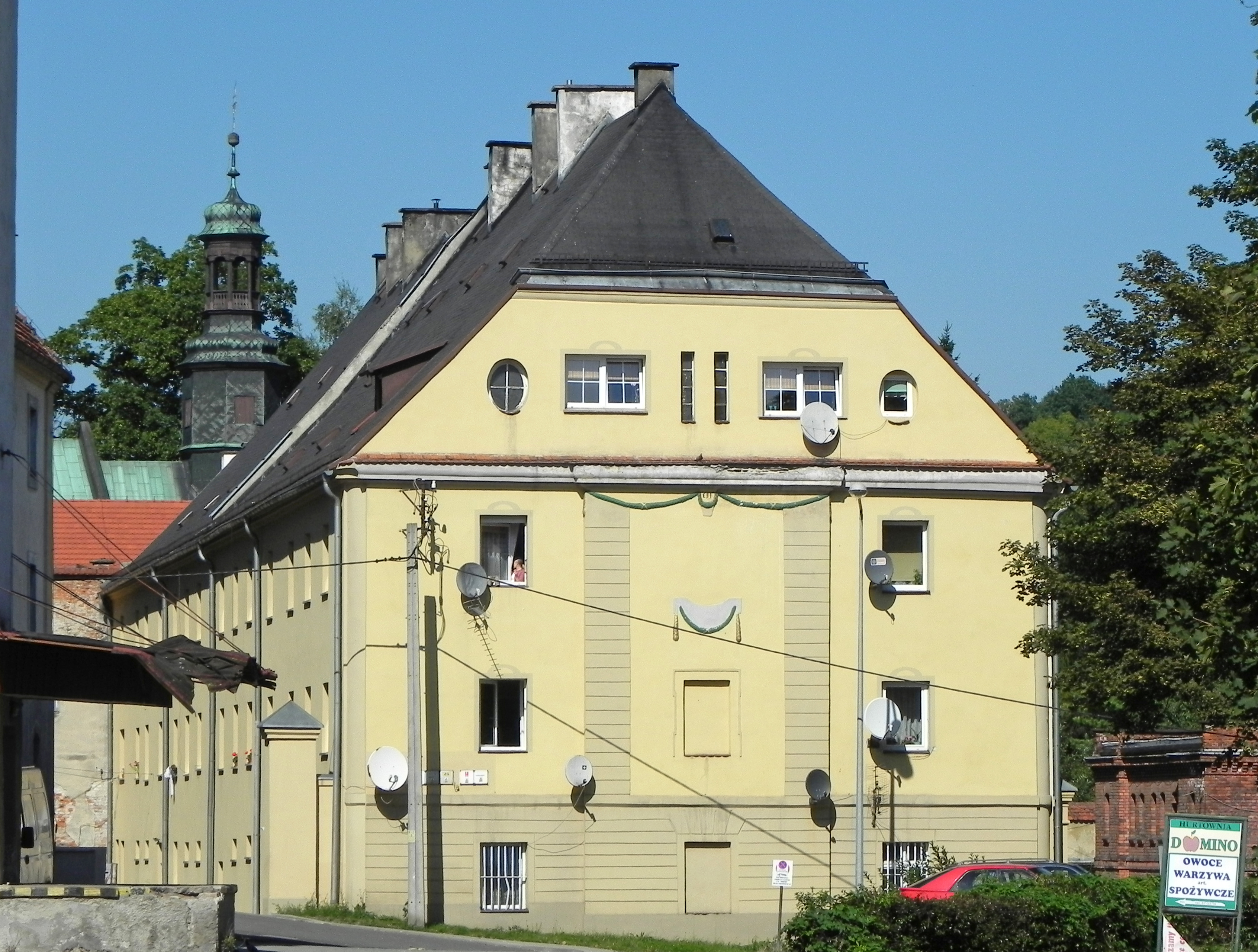